# Китона
Китона — город в Демократической Республике Конго с населением в 4000 человек, расположенный в провинции Центральное Конго в 300 км к юго-западу от столицы страны Киншасы на побережье Атлантического океана. На территории насёленного пункта находится небольшая военная база, оборудованная взлётно-посадочной полосой.
После Второй мировой войны армией Бельгии на территории бывшей колонии Заир в городах Китона и Камина были основаны две военные базы. Обе базы сыграли важную роль во время Конголезского кризиса 1960-1965.
В начале Второй конголезской войны для захвата города и открытия западного фронта из центра повстанцев тутси города Гома вылетели 3 самолёта с десантом. Полковнику Кабарере удалось застать гарнизон города врасплох и без особых потерь захватить город. Повстанцы захватили большую часть провинции Центральное Конго, в том числе и ГЭС "Инга", которая питала энергией столицу страны. Впоследствии город был отвоеван 22 августа проправительственными Вооруженными силами Анголы (FAA) с танками, которые прибыли из провинции Кабинда.
В настоящее время в городе находится авиабаза ВВС Демократической республики Конго.